# Saint-James (Saint-James)
Saint-James (französische Aussprache: [sɛ̃ʒɑm]) ist eine Ortschaft und eine ehemalige französische Gemeinde mit 2.766 Einwohnern (Stand 1. Januar 2022) im Département Manche in der Region Normandie. Sie gehörte zum Kanton Saint-Hilaire-du-Harcouët im Arrondissement Avranches.
Mit Wirkung vom 1. Januar 2017 wurden die bisherigen Gemeinden Saint-James, Argouges, Carnet, La Croix-Avranchin, Montanel, Vergoncey und Villiers-le-Pré zur namensgleichen Commune nouvelle Saint-James zusammengelegt. Die ehemaligen Gemeinden haben in der neuen Gemeinde den Status einer Commune déléguée. Der Verwaltungssitz befindet sich im Ort Saint-James.

## Lage
Saint-James liegt an der Grenze zwischen der Normandie und der Bretagne, in der Nähe von Mont-Saint-Michel, am Ufer des Flusses Beuvron. Die Autoroute A84 von Caen nach Rennes führt im Westen an Saint-James vorbei.

## Geschichte
Saint-James wurde von Wilhelm dem Eroberer gegründet.
Der Ort lag am Jakobsweg, dem Pilgerweg nach Santiago de Compostela. Saint James war jahrhundertelang Zentrum der Wollverarbeitung.
Während der Chouannerie, des Kampfes königstreuer Katholiken der Bretagne gegen die Erste Französische Republik, fanden bei St. James 1795 und 1800 zwei Schlachten statt.
Im Zweiten Weltkrieg wurde der Ort im Zuge der Operation Cobra am 1. August 1944 durch amerikanische Truppen von der deutschen Besatzung befreit.

### Ortsnamen
Im Laufe der Jahrhunderte existierten unterschiedliche Ortsnamen. Im Mittelalter wurde die Stadt Saint James de Beuvron und während der französischen Revolution Beuvron-les-Monts genannt.

## Sehenswürdigkeiten

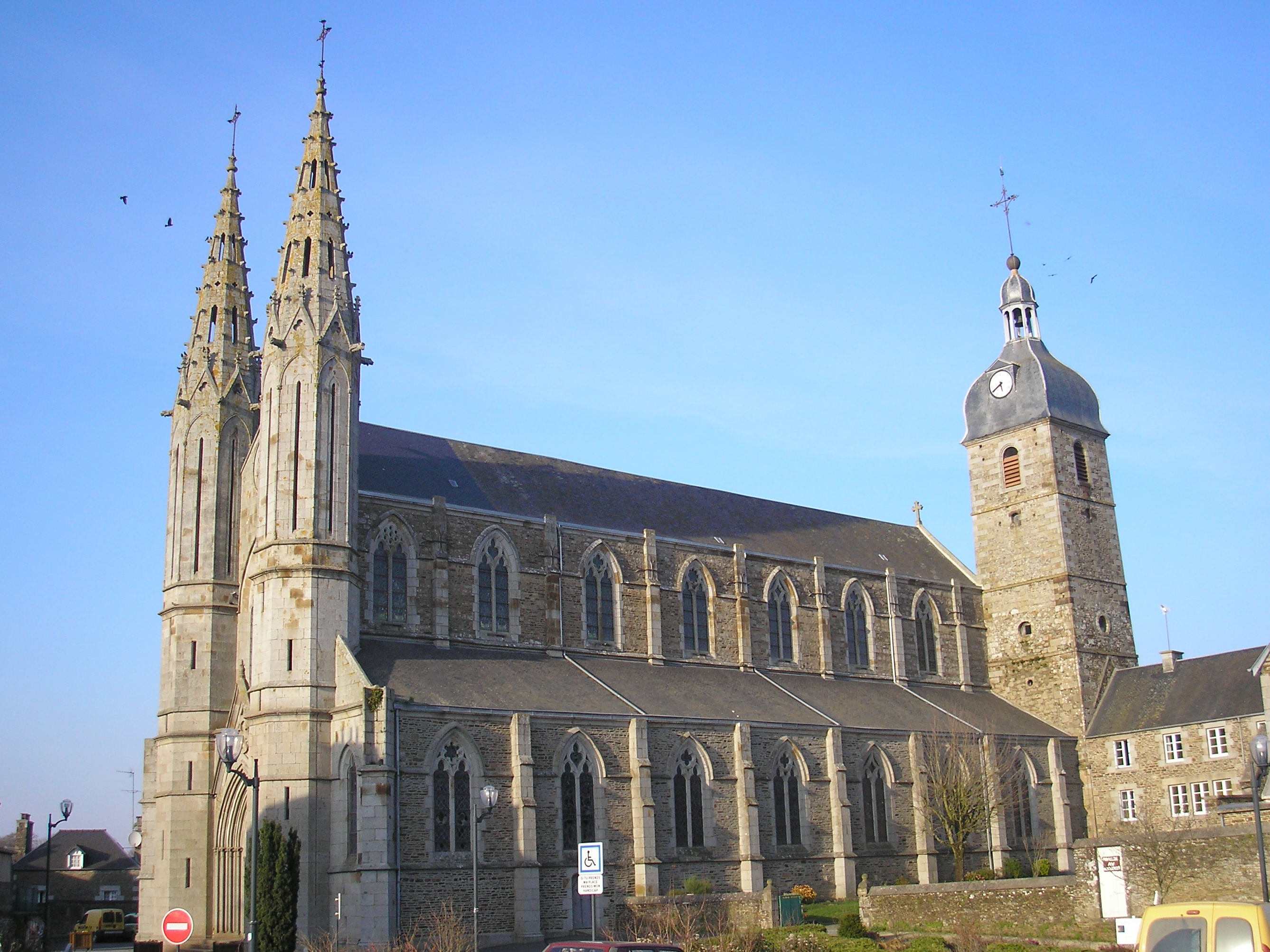
Die Kirche von St. James

- Die Wetzrillen der Megalithkultur von Saint-Benoît, als Monument historique anerkannt.
- Das Friedhofstor aus dem 13. Jahrhundert
- Die Kirche Saint-Jacques aus dem 13. Jahrhundert mit einem Triforium und einem romanischen Portal. In der Kirche befindet sich eine Madonna mit Kind aus dem 14. Jahrhundert.
- Die Kirche Saint-Benoît aus dem 14. Jahrhundert.
- Das Schloss von Paluelle aus dem 15. Jahrhundert mit seinem Park sind als Denkmal eingestuft.
- Spuren der früheren Burg Saint-James sind an dem Ort la Haye de Terre zu finden.

### Der amerikanische Soldatenfriedhof
Der amerikanische Soldatenfriedhof (World War II Brittany American Cemetery and Memorial) liegt 2,4 Kilometer südöstlich von Saint-James. Hier wurden 4410 amerikanische Soldaten bestattet. Auf einer Wand sind die Namen von 498 Vermissten zu lesen. Der Friedhof hat eine Fläche von 28 acres (11, 3 Hektar).

## Persönlichkeiten
- Louis Rabel (* 6. Februar 1922 in Huisnes-sur-Mer; † 2. November 1996), Bürgermeister der französischen Partnerstadt Saint-James. Er wurde am 12. März 1987 zum Ehrenbürger der deutschen Partnerstadt Erkelenz ernannt.
- Michel Thoury (* 20. Juni oder Juli 1942 in Saint-Hilaire-du-Harcouët; † 17. Februar 2015 auf der Autoroute A84 bei Pont-Farcy), von Beruf Zahnarzt, wurde 1977 zum Stadtrat von Saint-James gewählt. Er war von 1983 bis 2014 Bürgermeister. Michel Thoury wurde am 12. Juli 2004 zum Ehrenbürger der deutschen Partnerstadt Erkelenz ernannt.[2]